# Яя Саного
Яя Саного (фр. Yaya Sanogo; нар. 27 січня 1993, Массі) — французький футболіст івуарійського походження, нападник «Тулузи».

## Клубна кар'єра
Після невдалої спроби вступити в престижну Академію Клерфонтен, Саного приєднався до молодіжної команди «Лез-Юліс», яка була відома тим, що там розпочинав Тьєррі Анрі. Саного провів лише рік в клубі перед тим як підписав у віці 13 років договір з «Осером». Яя швидко зарекомендував себе у молодіжній системі клубу і 27 жовтня 2009 року з ним було підписано перший професійний контракт на три роки.
Спочатку Саного виступав за другу команду в аматорському чемпіонаті. Здебільшого складі бургундців Яя дебютував 26 січня 2010 року, за день до свого сімнадцятого дня народження, у матчі Кубку Франції проти «Седана», вийшовши на заміну на 108 хвилині. Проте в Лізі 1 довгий час так і не з'являвся, граючи далі в аматорській лізі.

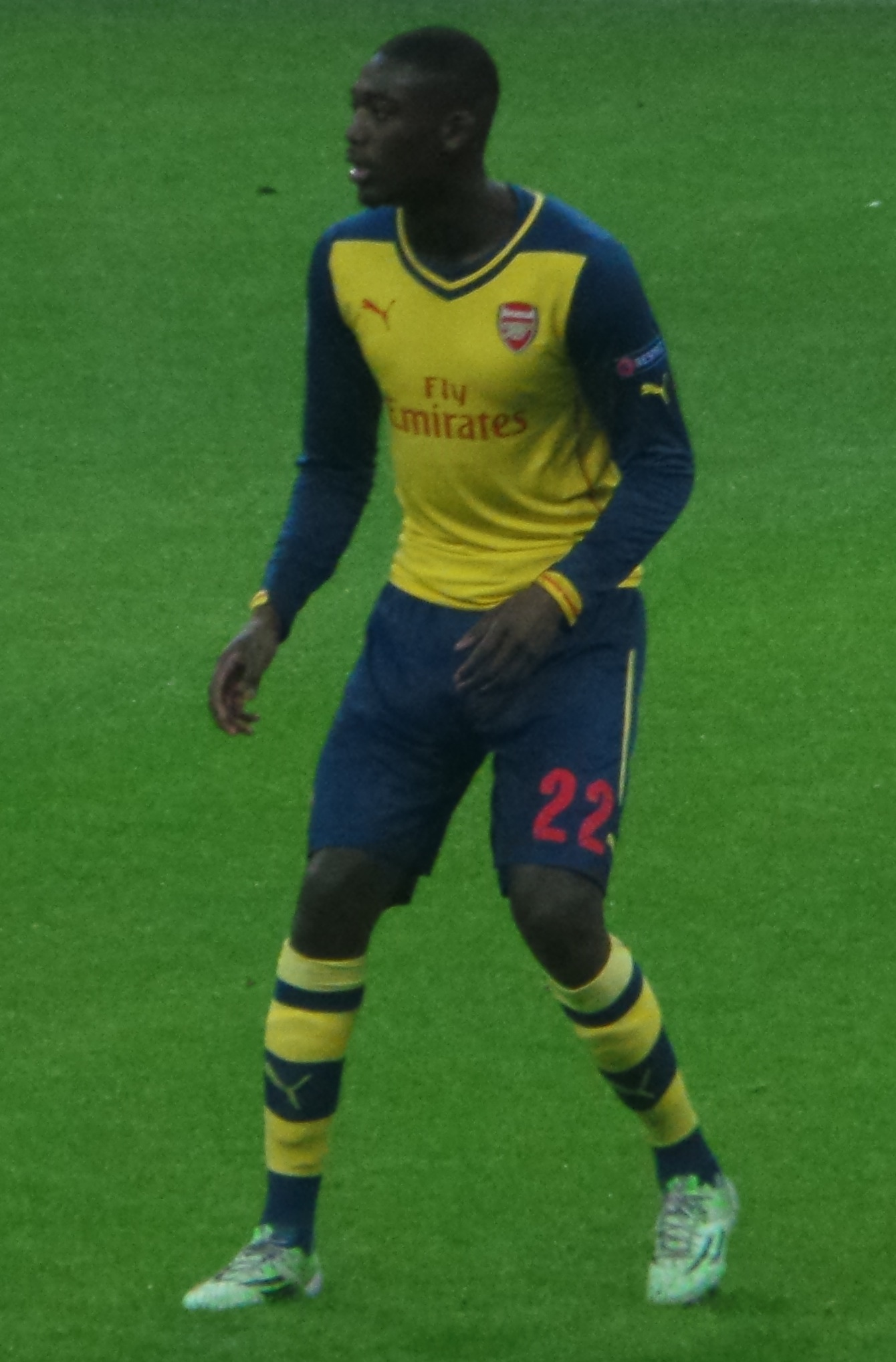
Яя Саного під час виступів за «Арсенал». 9 грудня 2014

6 листопада 2011 року Саного забив свій перший гол у кар'єрі, вразивши ворота «Тулузи» в переможному для «Осера» матчі з рахунком 2:0.
Після того, як 2012 року «Осер» вилетів до Ліги 2, Яя став частіше залучатись до матчів основної команди. У лютому 2013 року Саного встановив особистий рекорд результативності: 1 лютого Яя зробив перший у своїй кар'єрі покер, забивши 4 м'ячі у ворота «Лаваля», а через тиждень він відзначився хет-триком, зробивши свій внесок у домашню перемогу над «Туром» з рахунком 3:2, таким чином забивши 7 голів в 2 матчах.
1 липня 2013 року офіційний сайт «Арсеналу» оголосив про перехід Саного в лондонський клуб. Після завершення контракту з «Осером» Яя вибирав між «Ліллем» і «Арсеналом», але після особистої бесіди з Арсеном Венгером схилився в бік останніх. Протягом першого сезону француз лише 14 разів з'являвся на полі в складі основної команди і не забив жодного м'яча. Лише 26 листопада 2014 року Саного забив свій перший гол за «канонірів», вразивши на 2 хвилині ворота дортмундської «Боруссії» (2:0) в матчі Ліги чемпіонів.
13 січня 2015 року Саного було віддано в оренду до кінця сезону в «Крістал Пелес». Через чотири дні, він дебютував за нову команду в матчі чемпіонату проти «Бернлі» (3:2). Саного забив свій перший і єдиний гол за клуб 24 січня у матчі четвертого раунду кубка Англії проти «Саутгемптона», але в Прем'єр-лізі знову відзначитись не вдалося. Влітку 2015 року француз повернувся до «Арсеналу».
Сезон 2015/16 також провів в орендах. 17 липня 2015 його віддали в оренду до амстердамського «Аякса», але він не зміг завоювати місця в основному складі клубу: попри хет-трик у передсезонному товариському матчі за півроку провів лише 6 матчів, у всіх шести виходячи лише на заміну на останні хвилини, та жодного разу не забив. Замість гри за основу вирушав до резерву, тричі зігравши за дубль «Йонг Аякс». Невдоволене грою Саного керівництво «Аякса» достроково припинило його оренду 31 січня 2016, і той був переведений в оренду до клубу Чемпіоншипа «Чарльтон Атлетик». За клуб з південного сходу Лондон провів вісім матчів, відзначившись лише в одному з них, але хет-триком: три голи 27 лютого у ворота «Редінга» (поразка 3:4) став його єдиними голами за клуб. Повернувшись з оренди, він зовсім не мав місця в складі «Арсенала», граючи за дубль.
7 липня 2017 повернувся до Франції як вільний агент, підписавши контракт з клубом з нижньої частини турнірної таблиці Ліги 1 «Тулузою». У клубі з Тулузи отримав регулярну ігрову практику: станом на 21 січня 2020 зіграв 62 матчі в чемпіонаті та забив 13 голів.

## Виступи за збірні
2008 року дебютував у складі юнацької збірної Франції, разом з якою 2010 року брав участь у юнацькому (U-17) чемпіонаті Європи, де дійшов з командою до півфіналу і забив два голи. Всього взяв участь у 43 іграх на юнацькому рівні, відзначившись 29 забитими голами.
З 2011 року залучався до складу молодіжної збірної Франції. Саного був членом команди, яка того року виграла перший в історії Франції Молодіжний чемпіонат світу. У цьому турнірі в Туреччині Яя був у стартовому складі у всіх матчах Франції, і став найкращим бомбардиром своєї країни в турнірі з чотирма голами. Всього на молодіжному рівні зіграв у 18 офіційних матчах, забив 10 голів.

## Статистика виступів

### Статистика клубних виступів
Станом на кінець сезону 2018/19
| Сезон               | Команда             | Чемпіонат           | Чемпіонат | Чемпіонат | Національний кубок | Національний кубок | Національний кубок | Континентальні кубки | Континентальні кубки | Континентальні кубки | Інші змагання | Інші змагання | Інші змагання | Усього | Усього |
| Сезон               | Команда             | Ліга                | Ігор      | Голів     | Ліга               | Ігор               | Голів              | Ліга                 | Ігор                 | Голів                | Ліга          | Ігор          | Голів         | Ігор   | Голів  |
| ------------------- | ------------------- | ------------------- | --------- | --------- | ------------------ | ------------------ | ------------------ | -------------------- | -------------------- | -------------------- | ------------- | ------------- | ------------- | ------ | ------ |
| 2009-10             | «Осер»              | Л1                  | 1         | 0         | КФ+КЛ              | 1+0                | 0+0                | —                    | —                    | —                    | —             | —             | —             | 2      | 0      |
| 2010-11             | «Осер»              | Л1                  | 0         | 0         | КФ+КЛ              | —                  | —                  | —                    | —                    | —                    | ЛЧ            | —             | —             | 0      | 0      |
| 2011-12             | «Осер»              | Л1                  | 7         | 1         | КФ+КЛ              | 0+2                | 0+0                | —                    | —                    | —                    | —             | —             | —             | 9      | 1      |
| 2012-13             | «Осер»              | Л2 (II)             | 13        | 10        | КФ+КЛ              | 0+0                | 0                  | —                    | —                    | —                    | —             | —             | —             | 13     | 10     |
| Усього за «Осер»    | Усього за «Осер»    | Усього за «Осер»    | 21        | 11        |                    | 3                  | 0                  |                      | —                    | —                    |               | —             | —             | 24     | 11     |
| 2013-14             | «Арсенал»           | ПЛ                  | 8         | 0         | КА+КЛ              | 4+0                | 0+0                | ЛЧ                   | 2                    | 0                    | —             | —             | —             | 14     | 0      |
| 2014-15             | «Арсенал»           | ПЛ                  | 3         | 0         | КА+КЛ              | 0+0                | 0+0                | ЛЧ                   | 2                    | 1                    | СА            | 1             | 0             | 6      | 1      |
| 2014-15             | «Крістал Пелес»     | ПЛ                  | 10        | 0         | КА+КЛ              | 1+0                | 1+0                | —                    | —                    | —                    | —             | —             | —             | 11     | 1      |
| 2015-16             | «Аякс»              | Е                   | 3         | 0         | КН                 | 0                  | 0                  | ЛЧ+ЛЄ                | 2+1                  | 0                    | —             | —             | —             | 6      | 0      |
| 2015-16             | «Йонг Аякс»         | Ее (II)             | 3         | 0         | —                  | —                  | —                  | —                    | —                    | —                    | —             | —             | —             | 3      | 0      |
| 2015-16             | «Чарльтон Атлетик»  | Ч (II)              | 8         | 3         | КА+КЛ              | —                  | —                  | —                    | —                    | —                    | —             | —             | —             | 8      | 3      |
| 2016-17             | «Арсенал»           | ПЛ                  | —         | —         | КА+КЛ              | —                  | —                  | ЛЧ                   | —                    | —                    | —             | —             | —             | 0      | 0      |
| Усього за «Арсенал» | Усього за «Арсенал» | Усього за «Арсенал» | 11        | 0         |                    | 4                  | 0                  |                      | 4                    | 1                    |               | 1             | 0             | 20     | 1      |
| 2017–18             | «Тулуза»            | Л1                  | 27+2      | 6+1       | КФ+КЛ              | 1+3                | 0+2                | —                    | —                    | —                    | —             | —             | —             | 33     | 9      |
| 2018–19             | «Тулуза»            | Л1                  | 21        | 3         | КФ+КЛ              | 2+0                | 0                  | —                    | —                    | —                    | —             | —             | —             | 23     | 3      |
| Усього за «Тулузу»  | Усього за «Тулузу»  | Усього за «Тулузу»  | 50        | 10        |                    | 6                  | 2                  | —                    | —                    | —                    | —             | —             | —             | 56     | 12     |
| Усього              | Усього              | Усього              | 106       | 24        |                    | 14                 | 3                  |                      | 7                    | 1                    |               | 1             | 0             | 128    | 28     |

## Досягнення

### Клубні
- Володар Кубка Англії: 2013-14, 2014-15, 2016-17
- Володар Суперкубка Англії: 2014
- Чемпіон Вірменії: 2022-23
- Володар Кубка Вірменії: 2022-23

### Збірні
- Молодіжний чемпіон світу: 2013